# Stadt ohne Maske
Stadt ohne Maske, auch Die nackte Stadt (OT: The Naked City), ist ein in Schwarzweiß gedrehter US-amerikanischer Film noir von Jules Dassin aus dem Jahr 1948. Er zählt neben Filmen wie Geheimagent T und Kennwort 777 zum Subgenre des semidokumentarischen Film noir. Die von 1958 bis 1963 produzierte US-Fernsehserie Gnadenlose Stadt basiert auf dem Film.

## Handlung
Eine junge Frau, Jean Dexter, wird in ihrem New Yorker Apartment ermordet. Die Haushälterin findet sie in der überlaufenden Badewanne. Leutnant Muldoon und seine Kollegen von der Mordkommission der New Yorker Polizei finden bald heraus, dass Dexter betäubt und dann ertränkt wurde. Die Polizei sucht die (mindestens zwei) Mörder des Opfers, das, wie sich herausstellt, mit einer Diebesbande in Verbindung stand, die sich auf Schmuck spezialisiert hat. Von Ruth Morrison, wie Dexter ein Model, führt die Spur zu Frank Niles, der mit Ruth verlobt ist, aber auch mit Jean Dexter liiert war. Doch die meisten von Niles’ Aussagen erweisen sich als Lügen.
Im Laufe der Ermittlungen wird Muldoon klar, dass Niles und Dexter über die gesellschaftlichen Kontakte von Dr. Stoneman, einem Arzt, eine Reihe von Einbrüchen organisiert haben, die von den Ganoven Backalis und Garza ausgeführt wurden. Wegen eines Streits der beiden Ganoven über ihre Anteile ist es zum Mord an Dexter gekommen. Anschließend hat Garza seinen Mittäter Backalis niedergeschlagen und in den Hudson geworfen.
Nachdem Backalis tot aufgefunden worden ist, kann der junge Polizist Jimmy Halloran Garza, einen Harmonika spielenden Akrobaten, in seinem Versteck ausfindig machen. Obwohl Garza ihn zunächst niederschlägt, kann sich Halloran an der sich anschließenden Verfolgung beteiligen. Garza wird auf der Williamsburg Bridge gestellt und von der Polizei eingekreist. Er klettert immer höher auf einen Brückenpfeiler und stürzt nach einem Schusswechsel mit den Beamten schließlich getroffen in die Tiefe.

## Hintergrund
Stadt ohne Maske entstand im Sommer 1947 vollständig „on location“ (= am Handlungsort statt im Filmstudio). Dassin genoss weitgehende Freiheiten, obwohl Produzent Mark Hellinger (Rächer der Unterwelt, Zelle R 17) zunächst Einwände gegen das Drehen außerhalb der Studios gehegt hatte. Da Koautor Albert Maltz jedoch im Zuge der gegen linke Filmkünstler gerichteten Kampagnen der McCarthy-Ära Berufsverbot erhielt, fielen seine „humanistischen“ Ambitionen wie die Bebilderung kontrastierender ökonomischer Lebensstandards der Schere zum Opfer.
Hellinger, der selbst das Voice-over eingesprochen hatte, starb noch vor der Premiere des Films im Alter von nur 44 Jahren.
Stadt ohne Maske wurde am 3. März 1948 in New York uraufgeführt. Am 29. November 1949 lief der Film in den deutschen Kinos an. Am 12. April 1962 wurde er in der BRD unter dem neuen Titel Die nackte Stadt wiederaufgeführt.
Dassin konnte noch einen weiteren Film (Gefahr in Frisco) in den USA drehen, bevor er (ebenso wie Maltz) wegen seiner früheren Mitgliedschaft in der Kommunistischen Partei Berufsverbot erhielt. Er emigrierte Anfang der 1950er Jahre nach Europa.

## Kritiken
„Ein fantasievoll zusammengestellter Blick auf das Leben auf New Yorks Straßen […] Das Drama ist größtenteils oberflächlich und nicht mehr als ein konventionelles ‚Stück aus dem Leben‘ – eine routinierte und wenig aufschlussreiche Episode in der täglichen Polizeiarbeit. […] Immerhin hat Herr Hellinger innerhalb dieses Themenspektrums ansehnliche Arbeit in diesem, seinem letzten Werk abgeliefert, das spontan und nicht einstudiert daherkommt.“

„Von William Daniels […] mit einem wunderbaren Auge für Raum, Größe und Licht fotografiert. Ein visuell majestätisches Finale. Ansonsten rührselig und naiv.“

„Die unspektakuläre Handlung bietet Regie und Kamera Gelegenheit, an Originalschauplätzen authentisch, detailliert und sehr eindringlich das facettenreiche Bild der Riesenstadt zu zeichnen.“

## Auszeichnungen
1949 wurde Stadt ohne Maske mit dem Oscar für die beste Kamera (William H. Daniels) und den besten Schnitt (Paul Weatherwax) ausgezeichnet. Autor Malvin Wald erhielt für die beste Originalgeschichte eine Oscar-Nominierung.
2007 wurde der Film als „kulturell, historisch oder ästhetisch bedeutsam“ in das National Film Registry der Library of Congress aufgenommen.